# Viborg Domkirke
Viborg Domkirke er domkirke i Viborg Stift og samtidig sognekirke for Viborg Domsogn, som omfatter den nordlige del af det centrale Viborg. Kirken var oprindelig indviet til Vor Frue, dvs. Jomfru Maria. Til kirken var fra begyndelsen til 1440 knyttet et kapitel af augustinerkorherrer, dvs. en gruppe præster af Augustinerordenen, som havde til opgave at gennemføre de forskellige tjenester ved domkirken.

## Domkirkens historie
Viborg Domkirke er muligvis bygget på det sted, hvor der langt tilbage i oldtiden lå en hedensk helligdom – et vi, som byen Viborg (tidligere Vibjerg) har sit navn efter. Under Svend Estridsen blev kirken i Danmark organiseret i otte fast afgrænsede bispedømmer, hvormed Viborg for første gang blev bispesæde og domkirkeby. Der bygges uden tvivl en domkirke umiddelbart herefter, men der haves ikke noget sikkert kendskab til denne kirke. Mulige spor af den første domkirke blev registreret i 1860’erne ved opførelsen af den nuværende domkirke, og i 1969 og 1974 blev det foreslået, at dele af denne kirke formodentlig skulle identificeres med det tidligere Sankt Kjelds Kapel nord for kirkens langskib. Den oprindelig ganske fornemme Asmild Kirke, der ligger for Viborg Søndersø, har tidligere været bragt i spil som den første domkirke, men denne tolkning afvises i dag af fagfolk.
På den nuværende domkirkes sted påbegyndtes antageligt i 1120’erne byggeriet af en romansk katedral, som efter alt at dømme stod færdig i begyndelsen af 1200-tallet. Kirken blev bygget af granitkvadre samt af frådsten (kildekalk) og af forskellige slags sandsten, herunder rødsten fra Fur og al fra de jyske heder.
Byggestilen var romansk med forbillede i domkirken i Lund, som var ærkebispesæde for hele Norden. Man har uden tvivl hentet bygmestre og håndværkere fra Sydtyskland til at gennemføre byggeriet. Inden man var færdig, var kunsten at brænde teglsten kommet til Danmark, og den øverste del af den gamle domkirke var bygget af dette materiale.
En brand forårsaget af lynnedslag i 1501 ødelagde kirkens vestparti samt loft. Endnu en brand hærgede kirken i 1567. Den 27. juni 1726 skete den helt store katastrofe, da endnu en brand lagde store dele af Viborg i aske. Af domkirken stod kun murene tilbage. De høje spir, som prydede tårnene dengang, faldt ned og knuste hvælvingerne. Kirken blev genopbygget i barokstil af bygmesteren Claus Stallknecht fra Altona, men i de følgende år viste det sig, at murværket havde taget mere skade end oprindelig antaget. I 1850´erne begyndte murene at skride fra hinanden og hvælvingerne slog revner, og i 1862 måtte kirken lukkes. Det blev besluttet, at kirken skulle nedrives og genopbygges på de gamle fundamenter i en stil, som man dengang anså for den oprindelige romanske stil.
I 1863 begyndte nedrivningen, som omfattede hele kirken bortset fra krypten under koret og den nederste del af apsis, der endnu står i sin oprindelige skikkelse. Genopbygningen var stærkt præget af kunsthistorikeren N.L. Høyens ideer om en national bygningskunst og blev gennemført af arkitekterne N.S. Nebelong og Julius Tholle, og efter at de begge døde i 1871, af arkitekten, professor H.B. Storck. I september måned 1876 blev den nye kirke indviet. Den nuværende domkirke er således en moderne rekonstruktion, hvilket både dengang og senere har givet anledning til mange kritiske røster. De maskinudskårne kvadersten har således ikke meget at gøre med håndhugne sten fra 1100-tallet, og det lykkedes ejheller at få form på de alt for smalle tårne.

## Kirkens ydre
Viborg Domkirke fremstår nu som en treskibet korskirke. Den er ca. 70 m lang og knap 23 m bred. De to vesttårne er 42 m høje og afsluttes af lave pyramideformede spir. Ved overgangen mellem hovedskib og kor findes to mindre tårne og over korsskæringen et klokkespir. Kirken har hovedindgang i vestgavlen og sidedøre på syd- og nordsiden. Mod øst afsluttes kirken af en apsis, som i hovedsagen stammer fra den gamle domkirke. Her finder man forneden to middelalderlige løvefigurer og foroven to menneskeansigter udhugget i granitkvadre. Den ene løvefigur er afbildet på den tidligere 200-kronerseddel fra 1997-serien.

## Kirkens indre
Fra hoveddøren kommer man ind i en forhal og derfra ind i midterskibet, som foroven afsluttes af et fladt træloft. Korsskæringen, tværskibe og kor afsluttes af flade hvælvinger. Over sideskibene findes gallerier, som ind mod midterskibet har tredelte åbninger, såkaldte triforier. Fra koret er der adgang til to sidekapeller, hvoraf det søndre er i brug som gravkapel, mens det nordre benyttes som sakristi (præsteværelse). Under koret findes en krypt, det eneste som står tilbage fra den gamle domkirke, og som formentlig er det første, som i sin tid blev bygget. Krypten har hvælvinger som bæres af seks granitsøjler. Den bruges nu som "stillerum". Fra krypten er der adgang til to små sidekapeller, hvoraf det ene er gravkapel, mens det andet rummer underdelen af en gammel stenkiste. Også under kirkens vestende findes en krypt. Her er nu et lille museum om kirkens historie. Fra den vestlige krypt er der adgang til to bevarede gravkamre.

## Inventar
Kun lidt af den oprindelige domkirkes inventar er bevaret, herunder den middelalderlige granitdøbefont og en stor syvarmet lysestage, som står i korsskæringen. Den er fremstillet i Lübeck i 1494. Et middelalderligt krucifiks over døbefonten stammer oprindelig fra en anden kirke. På vestvæggen er ophængt rester af korstole fra middelalderen. I kirkerummets nordvestlige hjørne findes en smedejernsgitterport som indgang til et gravkapel.
I det sydvestlige hjørne findes ophængt et epitafium over medlemmer af slægten Sehested. Under vinduerne i nord- og sydvæggen er indmuret gravsten, som tidligere har ligget i kirkegulvet. Alt øvrigt inventar stammer fra genopbygningen i 1870´erne. Alteret er udført som en forstørret gengivelse af de gyldne altre fra middelalderen, som findes i nogle jyske landsbykirker. Det er tegnet af arkitekten H.B. Storch og udført i forgyldt metal på egetræ af billedhuggeren C.C. Peters.
Prædikestolen er udført i bremersandsten af billedhuggeren C.J. Rosenfalk. Den står på granitsøjler, som igen hviler på liggende granitløver, som er udført af billedhuggeren H.V. Bissen. Belysningen – engle med lysklaser i midterskibet og engle med lyskranse i koret – er tegnet af Joakim Skovgaard og udført af kunstneren Thorvald Bindesbøll. Joakim Skovgaard har også tegnet glasmosaikruderne i apsis, som er udført af glarmester August Duvier. Kirkens nuværende orgel er bygget af firmaet Marcussen og Søn i 1966. Orgelfacaden er tegnet af arkitekten Th. Havning. Orglet har 64 stemmer fordelt på 4 manualer og pedal.

## Joakim Skovgaards billeder
Alle kirkerummets vægge samt hvælvingerne er udsmykket med freskomalerier udformet af kunstneren Joakim Skovgaard og malet af ham og en række hjælpere i perioden 1901-1906. Denne udsmykning gengiver scener fra bibelens fortællinger fra Adam og Eva og til de sidste tider. Loftsbillederne i midterskibet er udført af Joakim Skovgaard som oliemaleri i 1913. Joakim Skovgaards billeder i Viborg Domkirke er kunstnerens hovedværk og et kunstnerisk mesterværk, som folk kommer rejsende langvejs fra for at opleve. Forlæg til Joakim Skovgaards fresker i Viborg Domkirke findes i Skovgaard Museets samling.

## Kendte personer med tilknytning til Viborg Domkirke
Ud over de allerede omtalte personer skal nævnes:
Sct. Kjeld, kirkens og Viborgs egen helgen. Kjeld var domprovst ved kirken i første del af 1100-tallet, dvs. mens kirken endnu var under bygning. Han var søn af en storbonde fra landsbyen Velling mellem Viborg og Randers. Allerede i levende live havde han ry som en meget from mand, som kunne gøre mirakler, og efter hans død i 1150 skete der mirakler ved hans grav. Derfor blev han i 1189 kåret som helgen af biskop Absalon og med pavens velsignelse. Han er dog kun anerkendt som en lokal helgen. Helgenskrinet med hans jordiske rester er gået til ved én af de brande, som har hærget kirken. Et kapel, som bar hans navn, lå på domkirkens nordside, men blev nedrevet sammen med den gamle domkirke.
Bisp Gunner var biskop i Viborg fra 1222 til 1251. Han var 70 år da han fik stillingen, egentlig kun som en overgangsfigur, da man ikke kunne blive enige om en anden biskop, men da Gunner døde 99 år gammel var han stadig biskop. Han er især kendt som medforfatter til Jyske Lov. Det menes, at det er ham, som har skrevet lovens fortale med de berømte ord "Med lov skal land bygges". Han blev begravet i Viborg Domkirke, men der er ikke længere nogen spor af hans grav.
Kong Erik Klipping. Han blev myrdet i Finderup Lade vest for Viborg Cecilienat (22. november) 1286 og bisat i Viborg Domkirke. Hans grav er gået til ved en brand, men den smule, der var tilbage af ham, er nu nedlagt under gulvet midt i koret, hvor en nyere sten markerer stedet, hvor graven oprindelig var.
Valdemar Daa var en rig herremand, som levede fra 1616 til 1691. Han satte hele sin formue til ved at forsøge at lave guld og døde som en fattig mand. Imidlertid kunne hans søn, herremanden til Hald Hovedgård syd for Viborg og ryttergeneralen Gregers Daa, sørge for at faderen fik en standsmæssig begravelse i Viborg Domkirke. Derfor findes Valdemar Daa´s kiste nu i det nordre sidekapel til krypten under koret. Valdemar Daa er blevet kendt gennem et eventyr af H.C. Andersen: "Vinden fortæller om Valdemar Daa og hans døtre". Sønnen, som faldt i den Store nordiske Krig, hans ægtefælle samt et barnebarn er bisat i det nordre sidekapel til koret dvs. lige oven over faderen.

## Galleri
- Koret
- Skibet set mod koret
- Hovedindgangen
- Vestenden af Viborg Domkirke
- Plan af Viborg Domkirke ca. år 1877
- Det indre af Viborg Domkirke ca. år 1877
- Det ydre af Viborg Domkirke ca. 1877
- Domkirken og Det Gamle Rådhus set fra Latinerhaven
- Set fra sydøst
- Viborg Domkirke før ombygningen i 1876
- Dragehoved fra Sct. Kjelds helgenskrin fundet ved arkæologisk udgravning i Viborg Domkirke
- Kongegraven i koret

## Eksterne kilder og henvisninger
- Wikimedia Commons har flere filer relateret til Viborg Domkirke
- Skovgaard Museet – digitale og interaktive oplevelser i bl.a. Viborg Domkirke Arkiveret 10. januar 2010 hos  Wayback Machine
- – Læs mere om Viborg Domkirke Arkiveret 6. marts 2016 hos  Wayback Machine
- Viborg Domkirke Arkiveret 31. januar 2011 hos  Wayback Machine hos nordenskirker.dk
- Viborg Domkirke hos lex.dk